# Mark Wildman
Markham Royce „Mark“ Wildman (* 25. Januar 1936; † 18. November 2024 in Spanien) war ein englischer English-Billiards- und Snookerspieler.

## Karriere
1951 gewann Wildman die britische U16-Meisterschaft im English Billiards, 1953 und 1954 das U19-Pendant. Bei der Hauptmeisterschaft der English Amateur Billiards Championship war Wildman aber erst 1968 gegen Clive Everton erfolgreich, ein Jahr später verpasste er die erfolgreiche Titelverteidigung durch eine Finalniederlage gegen Jack Karnehm. Zudem nahm Wildman seit 1954 unregelmäßig an der English Amateur Championship im Snooker teil, kam aber nie über das Viertelfinale, das er 1962 erreicht hatte, hinaus. Schließlich wurde er zur Saison 1979/80 Profispieler.
Während seinen ersten Spielzeiten als professioneller Snookerspieler schied Wildman häufig früh aus, konnte aber mit Achtelfinalteilnahmen bei der UK Championship 1980 und beim Professional Players Tournament 1982 erste Achtungserfolge erzielen, durch die er zum Masters 1983 eingeladen wurde. Als er am Ende der Saison 1982/83 die Hauptrunde der Snookerweltmeisterschaft erreichte, platzierte er sich erstmals auf der Snookerweltrangliste, genauer gesagt auf Platz 24. Nachdem er in der folgenden Spielzeit das Achtelfinale des Professional Players Tournament und das Halbfinale des Classic erreicht hatte, verbesserte er sich sogar auf Rang 21, die beste Platzierung seiner Karriere. Viel erfolgreicher war in dieser Zeit aber im English Billiards. Nach zwei verlorenen Finalteilnahmen bei der English-Billiards-Weltmeisterschaft in den Jahren 1980 und 1982 kürte er sich nämlich 1984 gegen Eddie Charlton zum Weltmeister. Zuvor hatte er 1983 die UK Championship gewonnen.
Danach verschlechterte sich aber Wildmans Form und seine Ergebnisse pendelten sich auf einem mittelmäßigen Niveau ein. Häufig erreichte er nur noch knapp die Hauptrunden der wichtigen Turniere. Bis Mitte 1988 rutschte er auf Platz 76 der Weltrangliste ab. Danach konnte er kaum mehr ein Spiel gewinnen. Mit der Saison 1990/91 zog er sich weitgehend, nach den British Open 1991 sogar endgültig vom professionellen Snooker zurück. Abgestürzt auf Platz 240, verlor er zwei Jahre später offiziell seinen Profistatus. Im English Billiards blieb er bis hinein in die 2000er-Jahre Profispieler.
Nach seiner aktiven Profikarriere leitete Wildman als Vorsitzender ein aus ihm, André Gagnaux und Jorgen Sandman bestehendes Komitee, welches damit beauftragt wurde, eine grundlegende Satzung der damals neu gegründeten World Confederation of Billiard Sports zu erarbeiten. Mitte der 1990er-Jahre war er neben Geoff Foulds und Bill Oliver Mitglied eines Untersuchungsteams für Untersuchungen zu einem möglichen Wettverschulden des südafrikanischen Profis Peter Francisco, der infolgedessen für fünf Jahre gesperrt wurde. 1997 wurde Wildman des Weiteren zusammen mit Jim Chambers Mitglied des Vorstandes der World Professional Billiards & Snooker Association. Noch im selben Jahr erhielt er für seine Verdienste um das English Billiards den Special Award der Snooker Writers Association. Bereits Anfang der 1990er hatte Wildman einige Zeit im Vorstand des professionellen Weltverbandes gesessen. Im September 1999 wurde er zum Vorsitzenden des Vorstandes gewählt und behielt diesen Posten bis in den Dezember 2001, als er ihn freiwillig abgab. Sein Nachfolger wurde Jason Ferguson. Währenddessen und danach betätigte er sich auch in der Leitung einiger WPBSA-Unterorganisationen wie World Snooker und World Billiards sowie im Vorstand des englischen Verbandes. Ebenso war er als Präsident der Eastern Counties Billiards Association tätig.
Darüber hinaus veröffentlichte Wildman mehrere Artikel über den professionellen English-Billiards-Sport im englischen The Amateur Billiard Player. Zudem betätigte er sich als Billardtrainer, unter anderem für Roxton Chapman. Später lebte er in Spanien, wo er am 18. November 2024 nach langer Krankheit im Alter von 88 Jahren verstarb.

## Erfolge
| Ausgang         | Jahr | Turnier                                | Finalgegner    | Ergebnis  |
| --------------- | ---- | -------------------------------------- | -------------- | --------- |
| Amateurturniere |      |                                        |                |           |
| Sieger          | 1951 | Britische U16-Meisterschaft            | John Burgess   | 400:355   |
| Sieger          | 1953 | Britische U19-Meisterschaft            | Emlyn Parry    | unbekannt |
| Sieger          | 1954 | Britische U19-Meisterschaft            | Donald Scott   | unbekannt |
| Sieger          | 1968 | English Amateur Billiards Championship | Clive Everton  | 2652:2540 |
| Zweiter         | 1969 | English Amateur Billiards Championship | Jack Karnehm   | 2881:3722 |
| Profiturniere   |      |                                        |                |           |
| Zweiter         | 1980 | English-Billiards-Weltmeisterschaft    | Fred Davis     | 2064:3037 |
| Zweiter         | 1982 | English-Billiards-Weltmeisterschaft    | Rex Williams   | 1785:3000 |
| Sieger          | 1983 | UK Championship                        | Fred Davis     | 1500:1032 |
| Sieger          | 1984 | English-Billiards-Weltmeisterschaft    | Eddie Charlton | 1045:1012 |